# Задорожний, Никита Юрьевич
Никита Юрьевич Задорожний (14 февраля 1996, Россия — 30 июля 2023, Россия) — российский гандболист.

## Биография
Родился 14 февраля 1996 года в Российской Федерации.
С детства начал увлекаться спортом, в гандбол пришёл в юношеском возрасте. Всю карьеру провел в белгородском клубе «Технолог-Спартак». Выступал на чемпионатах России по пляжному гандболу.
Умер 30 июля 2023 года от онкологического заболевания. Похоронен в станице Старощербиновской Краснодарского края.

## Спортивные достижения
Гандбол
- Двукратный победитель Высшей лиги (2017, 2021)

Пляжный гандбол
- Трехкратный чемпион России по пляжному гандболу
- Победитель молодёжного чемпионата Европы по гандболу (2015)[7]